# 邁氏擬鱯
邁氏擬鱯，為輻鰭魚綱鯰形目鱨科的其中一種，被IUCN列為易危保育類動物，為熱帶淡水魚類，分布於亞洲印尼卡普阿斯河流域，體長可達8.7公分，棲息在底層水域，生活習性不明。

## 扩展阅读
維基物種上的相關：邁氏擬鱯